# 유클리드의 보조 정리
유클리드의 보조 정리(Euclid's Lemma)는 소수의 성질을 설명한 보조정리이다.

## 정의
{\displaystyle p,q}는 서로 다른 소수, {\displaystyle a,b}는 정수, {\displaystyle k}는 자연수라 하자.
(1) [Euclid Lemma] {\displaystyle p|ab}이면 {\displaystyle p|a} 또는 {\displaystyle p|b}이다.
(2) {\displaystyle p|a^{k}}이면 {\displaystyle p|a}이다.
(3) {\displaystyle p|a}, {\displaystyle q|a}이면 {\displaystyle pq|a}이다.

## 증명
pf. 산술의 기본정리로부터 소인수분해를 생각해보면 자명하다.
정수론에서 산술의 기본 정리에 대한 증명을 하기 위해 Euclid Lemma를 사용한다.
따라서 Euclid Lemma는 산술의 기본 정리에 대한 따름정리라고 할 수는 없다.
오히려 lemma(보조정리)라는 말 그대로 산술의 기본정리를 증명하기 위한 보조정리이다.

## 같이 보기
- 베주 항등식
- 유클리드 호제법
- 산술의 기본 정리
- 기약원
- 소수 (수론)
- 소 아이디얼